# Ballaison
Ballaison este o comună în departamentul Haute-Savoie din sud-estul Franței. În 2009 avea o populație de 1.295 de locuitori.

## Evoluția populației
| An        | 1975 | 1982 | 1990 | 1999  | 2006  | 2009  |
| --------- | ---- | ---- | ---- | ----- | ----- | ----- |
| Populație | 548  | 655  | 930  | 1.092 | 1.231 | 1.295 |